# Raymondville (Texas)
Raymondville è un comune (city) degli Stati Uniti d'America e capoluogo della contea di Willacy nello Stato del Texas. La popolazione era di 11 284 abitanti al censimento del 2010. Fa parte delle aree metropolitane di Brownsville-Harlingen-Raymondville e Matamoros-Brownsville.

## Geografia fisica
Secondo lo United States Census Bureau, la città ha una superficie totale di 10,68 km², dei quali 10,66 km² di territorio e 0,03 km² di acque interne (0,24% del totale).

## Società

### Evoluzione demografica
Secondo il censimento del 2010, la popolazione era di 11 284 abitanti.

### Etnie e minoranze straniere
Secondo il censimento del 2010, la composizione etnica della città era formata dall'85,92% di bianchi, il 3,5% di afroamericani, lo 0,25% di nativi americani, l'1,1% di asiatici, lo 0,05% di oceanici, il 7,5% di altre razze, e l'1,68% di due o più etnie. Ispanici o latinos di qualunque razza erano l'86,86% della popolazione.